# Mehlsack (Ravensburg)
Mehlsack, che tradotto dal tedesco significa "sacco di farina", è una torre di difesa costruita intorno al 1425 a Ravensburg. Il nome deriva dal colore bianco del rivestimento in intonaco e dalla forma rotonda, il suo nome originario è Weißer Turm bei St. Michael (Torre Bianca vicino a San Michael) dal nome della cappella che si trovava ai suoi piedi e che venne distrutta da un fulmine nel 1824.
La torre, che è un simbolo della città di Ravensburg, è alta 51 metri e ha un diametro di 10 metri. 
Il Mehlsack si trova nell'estremo sud-orientale e nel punto più elevato del centro storico in direzione della Veitsburg, la fortificazione medievale situata sulla collina che sovrasta la città. La piattaforma in cima alla torre era usata per controllare l'area della Veitsburg che fino al XVII secolo era controllata da rappresentanti dell'impero oppositori politici della libera città imperiale.